# Cakewalk (empresa)
Cakewalk, Inc. é uma antiga empresa de software de produção musical com sede em Boston, Massachusetts e atualmente uma marca da empresa musical de Cingapura BandLab Technologies. O produto mais conhecido da empresa era seu software de estação de trabalho de áudio digital (DAW) de nível profissional, SONAR. O SONAR integrou a gravação e edição de várias faixas de áudio digital e MIDI. A empresa também oferecia uma gama completa de produtos de software de música, incluindo o Pyro Audio Creator, um programa de gerenciamento de música digital, e o Dimension Pro, um instrumento virtual.
A marca foi adquirida em 2013 pela Gibson e, em 2017, a Gibson anunciou que estava encerrando o desenvolvimento do Cakewalk. Em 2018, a BandLab Technologies, com sede em Cingapura, comprou alguns dos ativos da Cakewalk, Inc. e continuou o desenvolvimento do SONAR como parte de seu portfólio de software freeware de estação de trabalho de áudio digital.

## História
Greg Hendershott fundou a empresa em 1987 como Twelve Tone Systems, Inc., e foi seu CEO até 1º de julho de 2012. A empresa logo descobriu que a maioria dos clientes se referia a ele pelo nome de seu produto inicial, um sequenciador de música MIDI que Hendershott batizou de Cakewalk. Para evitar confusão, a empresa operou por muitos anos como "Twelve Tone Systems, Inc. DBA Cakewalk".[carece de fontes?]
A empresa lançou o sequenciador de música MIDI original, Cakewalk, para MS-DOS em 1987. Em 1991, eles lançaram uma versão para Windows 3.0. 
As primeiras versões do Cakewalk para DOS (até 3.0) exigiam o modo inteligente do MPU-401 e, portanto, não podiam ser usadas com clones de produto do MPU-401, enquanto as versões posteriores do Cakewalk (desde 4.0) dependiam do USART "burro" modo apenas. Com a adição de mais recursos, a empresa renomeou o sequenciador Cakewalk Pro e depois Cakewalk Pro Audio quando ganhou suporte para áudio digitalizado.
A estação de trabalho de áudio digital SONAR forneceu aos usuários a capacidade de criar projetos nos quais eles poderiam editar trilhas de áudio digital, trilhas MIDI e informações associadas, como letras e notação musical. As exibições visuais do SONAR incluíam formas de onda de áudio, partituras musicais, consoles de edição e listas de eventos. O usuário pode misturar a saída MIDI e as faixas de áudio em estéreo. WAV e gravá-lo em um CD ou publicá-lo em outros formatos de mídia.
Em janeiro de 2008, o logotipo nos produtos da empresa mudou para "Cakewalk by Roland" para refletir a compra da Roland Corporation de uma participação majoritária na empresa.
Em setembro de 2008, a empresa mudou oficialmente seu nome corporativo para 'Cakewalk, Inc.'
A partir de 1º de julho de 2012, Greg Hendershott renunciou ao cargo de CEO, após 25 anos na empresa. Michael Hoover, anteriormente vice-presidente executivo de produtos, tornou-se presidente da Cakewalk, Inc.
Em 6 de dezembro de 2013, a Roland vendeu todas as suas ações da Cakewalk para a Gibson Brands. Nos 4 anos seguintes, a Cakewalk continuou a operar em Boston, desenvolvendo produtos para a marca Cakewalk, juntamente com produtos conjuntos com a TASCAM.[carece de fontes?]
Em 17 de novembro de 2017, a Gibson anunciou  que estava encerrando o desenvolvimento ativo e a produção de produtos da marca Cakewalk. Após 30 anos, a Cakewalk, Inc. cessou as operações, com apenas o fórum da web da empresa e os servidores de autorização de licença ainda funcionando.
Em 23 de fevereiro de 2018, a BandLab Technologies, com sede em Cingapura, anunciou a compra de alguns dos ativos da Cakewalk, Inc. e de toda a sua propriedade intelectual. O objetivo declarado do BandLab era o desenvolvimento contínuo do produto carro-chefe da antiga empresa, SONAR (agora renomeado Cakewalk by BandLab) como parte de seu portfólio de software freeware de estação de trabalho de áudio digital.

## Produtos
Os produtos da empresa incluíam sequenciadores; estações de trabalho de áudio digital, incluindo o atual Cakewalk by Bandlab e os produtos anteriores Dimension Pro e Rapture Pro (sintetizador Multisample); e instrumentos, ferramentas de efeitos e diversos produtos de consumo para criação de música.